# المرصد العماني لحقوق الإنسان
 المرصد العماني لحقوق الإنسان  هو مكتب إعلامي حقوقي يرصد انتهاكات وبيانات حقوق الإنسان في سلطنة عمان وينقل كافة الأخبار المتعلقة بانتهاكات حقوق الإنسان وقمع الحريات والقلق الأمني الاجتماعي النابع من التفرقة العنصرية والعبثية المذهبية والتطرف الطائفي.